# Carcinus
Carcinus is een geslacht van krabben.

## Soortenlijst
Volgende soorten zijn beschreven:
- Carcinus aestuarii Nardo, 1847
- Carcinus maenas (Linnaeus, 1758) - Strandkrab

## Galerij

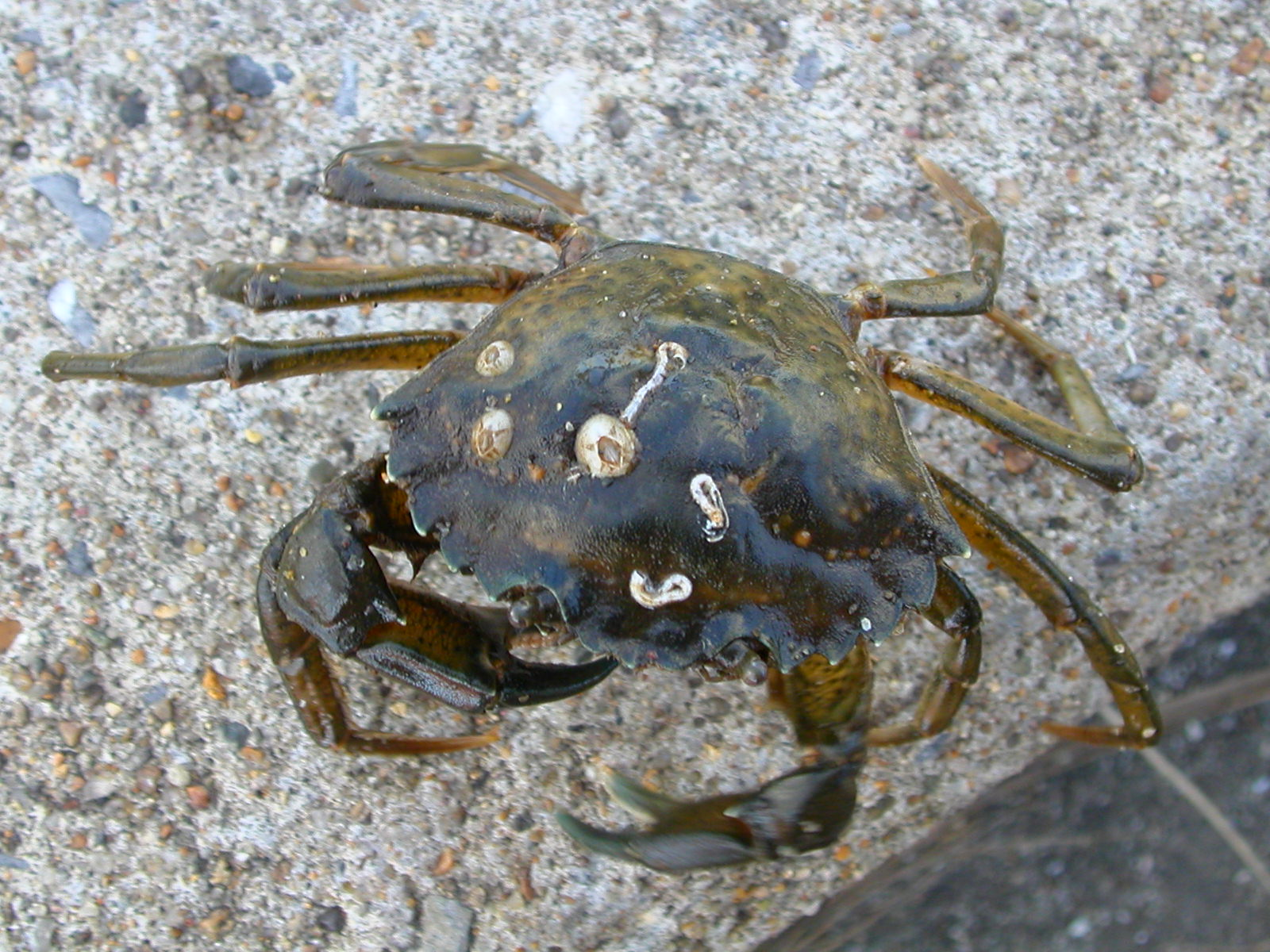
Carcinus aestuarii
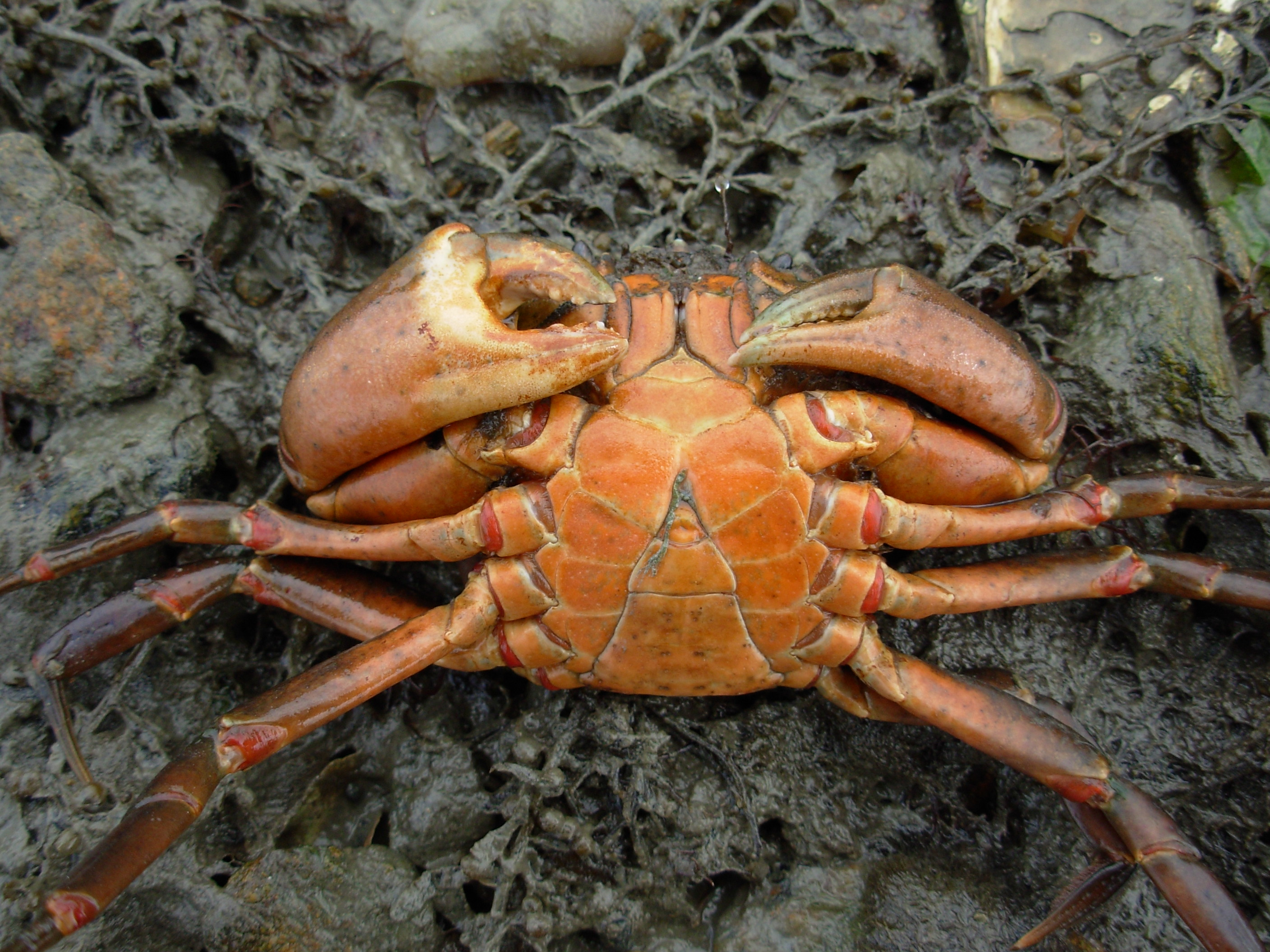
Carcinus maenas